# 3-クロロプロピオニトリル
3-クロロプロピオニトリル（英語: 3-chloropropionitrile）は、化学式が ClCH2CH2CN の有機化合物である。無色の液体で、塩化水素とアクリロニトリルの反応により合成される。ファモチジンの前駆体として市販されている。

## 反応
アルキル化剤として、イミダゾール類と反応してシアノエチル化イミダゾリウム塩を与える。同様に、チオ尿素をアルキル化し、3-メルカプトプロピオニトリルを生成する  。